# Yachiyo, Ibaraki
Yachiyo (八千代町 Yachiyo-machi) là thị trấn thuộc huyện Yūki, tỉnh Ibaraki, Nhật Bản. Tính đến ngày 1 tháng 10 năm 2020, dân số ước tính thị trấn là 21.026 người và mật độ dân số là 360 người/km2. Tổng diện tích thị trấn là 58,99 km2.

## Địa lý

### Đô thị lân cận
- Ibaraki
  - Yūki
  - Shimotsuma
  - Chikusei
  - Bandō
  - Koga